# أوسكار كالاواي
أوسكار كالاواي هو محامي وسياسي أمريكي، ولد في 2 أكتوبر 1872، وتوفي في 31 يناير 1947 في كومانش في الولايات المتحدة. نشط حزبياً في الحزب الديمقراطي. وقد انتخب عضو مجلس النواب الأمريكي ‏.